# SK Spolana Neratovice
Sportovní klub Spolana Neratovice w skrócie SK Spolana Neratovice – czeski klub piłkarski, grający niegdyś w drugiej lidze czeskiej, mający siedzibę w mieście Neratovice.

## Historia
Klub został założony w 1919 roku. W sezonach 1978/1979, 1980/1981 i 1990/1991 występował w drugiej lidze czechosłowackiej. Po rozpadzie Czechosłowacji grał w Českej fotbalovej lidze (III poziom rozgrywkowy). W sezonie 1998/1999 klub wywalczył historyczny awans do drugiej ligi czeskiej. Grał w do końca sezonu 2002/2003. Popadł jednak w kłopoty finansowe i został wchłonięty przez SK Kladno.

## Historyczne nazwy
- 1919 – SK Neratovice (Sportovní klub Neratovice)
- 1953 – DSO Jiskra Neratovice (Dobrovolná sportovní organizace Jiskra Neratovice)
- 1959 – TJ Spolana Neratovice (Tělovýchovná jednota Spolana Neratovice)
- 1997 – SK Spolana Neratovice (Sportovní klub Spolana Neratovice)
- 2003 – fuzja z SK Kladno, w wyniku czego klub przestał istnieć

## Stadion
Domowe mecze klub rozgrywał na stadionie o nazwie Stadion Neratovice, położonym w mieście Neratovice. Stadion może pomieścić 6291 widzów.